# Лайнинген
Лайнинген (нем. Leiningen) — община в Германии, в земле Рейнланд-Пфальц.
Входит в состав района Рейн-Хунсрюк. Подчиняется управлению Эммельсхаузен. Население составляет 761 человек (на 31 декабря 2010 года). Занимает площадь 5,75 км².